# آدرادا د آسا
آدرادا د آسا (به اسپانیایی: Adrada de Haza) یک شهرستان در اسپانیا است.